# Dammuslinger
Dammuslinger er en gruppe af ferskvandsmuslinger, der er udbredt med mange arter på den nordlige halvkugle. De har ofte tynde, grønne skaller og lever især i damme og søer, men kan også findes i rindende vand i åer. Ligesom hos andre najader i ordenen Unionoida er skallernes inderside dækket af et perlemorslag.

## Levevis
Langt de fleste muslinger lever i saltvand, men der er også nogle som lever i ferskvand, heriblandt dammuslingerne.
De findes på bunden, hvor de lever halvt nedgravet. I stillestående vand foretager de nogle små hop fremad. Det ophvirvlede bundmateriale suges ind sammen med åndingsvandet og encellede alger bliver frafiltreret.

### Formering og fisk
De danske dammuslinger bliver kønsmodne i 4-5 års alderen. Ved gydningen holdes æggene tilbage i de ydre gæller. De befrugtes af sædceller, der føres ind af åndingsvandet. Æggene klækker i løbet af efteråret til larver, der ligesom hos visse andre ferskvandsmuslinger kaldes glochidier. De forbliver mellem gællerne på moderdyret vinteren igennem og udstødes næste forår. De 0,3 millimeter store glochidier har små trekantede skaller med en krog i spidsen. De ligger på bunden med åbne skaller og venter på at blive hvirvlet op af forbipasserende fisk. Når dette sker, klapper de kraftigt med skallerne og kan måske derved slå skallernes kroge i fiskens hud. Glochidierne sætter sig især på finnerne, hvor de omvokses af huden. Efter nogle uger sprænger glochidierne fiskens hud og søger mod bunden, hvor de efterhånden optager den voksne muslings levevis.

## Danske arter
De tre danske arter af dammuslinger:
- Anodonta anatina (Almindelig dammusling)
- Anodonta cygnea (Stor dammusling)
- Pseudanodonta complanata (Flad dammusling)